# 윌리엄 거스리

윌리엄 거스리의 초상화

윌리엄 거스리 ( William Guthrie; 1620년 - 1665년 )는 언약도 목회자이며 저술가이다.  그는 스코틀랜드의 아이어셔에 있는 펜윅 교구교회 최초의 목회자였다.  그의 저서 중에 가장 잘 알려진 책은 《The Christ's Great Interest》가 있다.

## 평가
존 오언은 그에 대하여 '가장 위대한 목회자 저술가 중의 한 명'으로 호평하였다. 토머스 찰머스도 또한 그의 작품을 호평하였다.

## 저서
- The Christian's Great Interest : 이사야 55장을 본문으로 설교한 내용으로 불어, 독일어, 화란어, 갈릭어등으로 널리 번역되었다. 토머스 찰머스가 도입부분 서문을 썼다.(1825)
- Two Sermons (1701)

### 번역된 저서
- 참된 구원의 확신 (오현미 옮김, 그책의사람들)